# Mariakapel (Oost-Maarland)

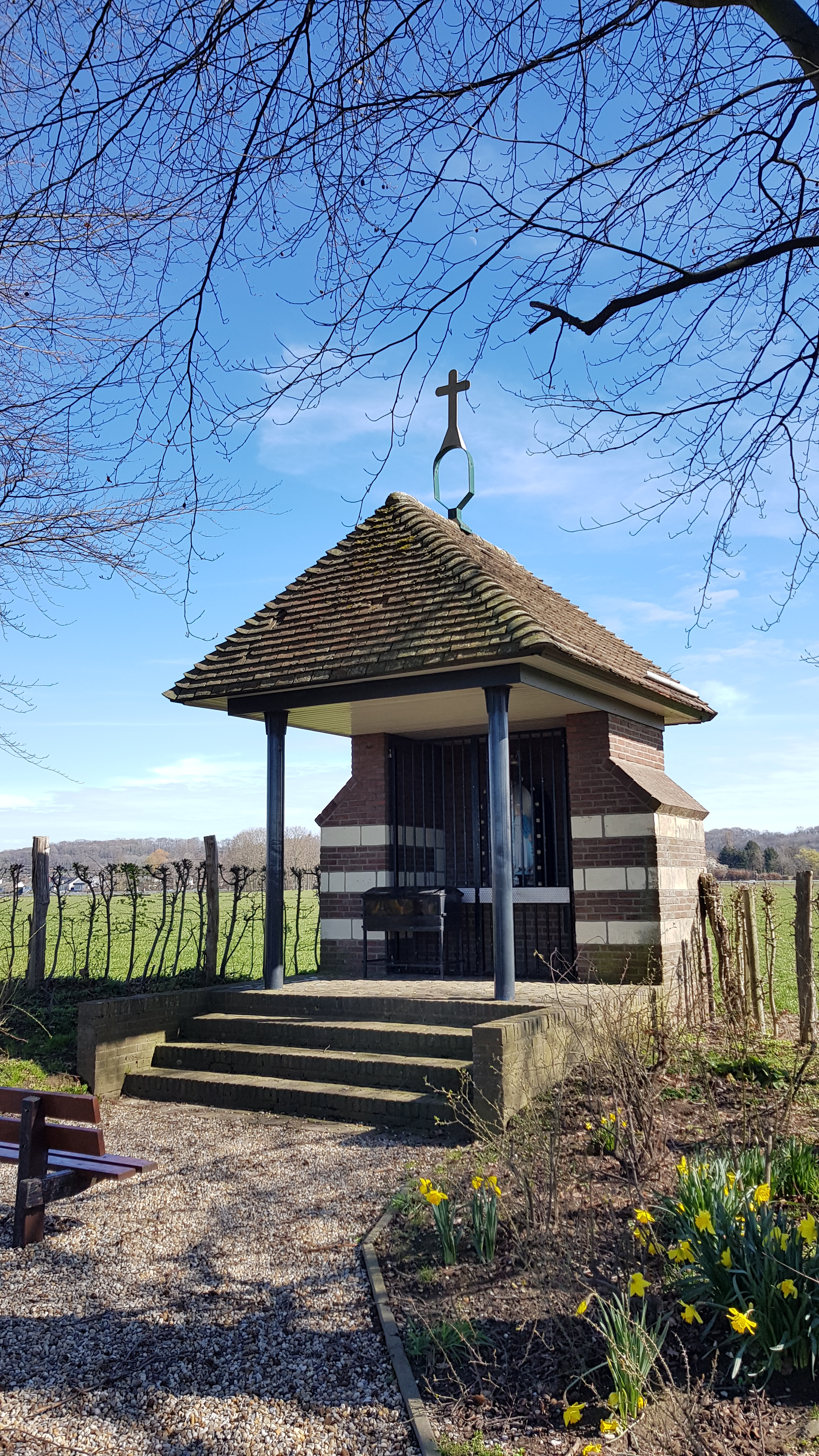
De Mariakapel

De Mariakapel is een kapel in Oost-Maarland in de Nederlands Zuid-Limburgse gemeente Eijsden-Margraten. De kapel staat ten noordoosten van Oost-Maarland aan de Rijckholterweg aan de splitsing met de wegen Kooiestraat en Parrestraat.
De kapel is gewijd aan Maria.

## Geschiedenis
De kapel werd gebouwd in 1963, ter vervanging van een eerdere Mariakapel die in 1962 moest wijken voor wegaanleg. De aanvraag voor de bouw dateert van 1963. Ook de krantenbank Delpher houdt het op 1963.
In 2010 werd met oudejaarsnacht de kapel vernield. Nadien werd de kapel door het Broederschap van Maerlant gerestaureerd. Op 24 mei 2010 werd de kapel door de pastoor opnieuw ingezegend. In augustus 2010 werd de kapel opnieuw vernield. Daarna werd de kapel opnieuw hersteld.

## Bouwwerk

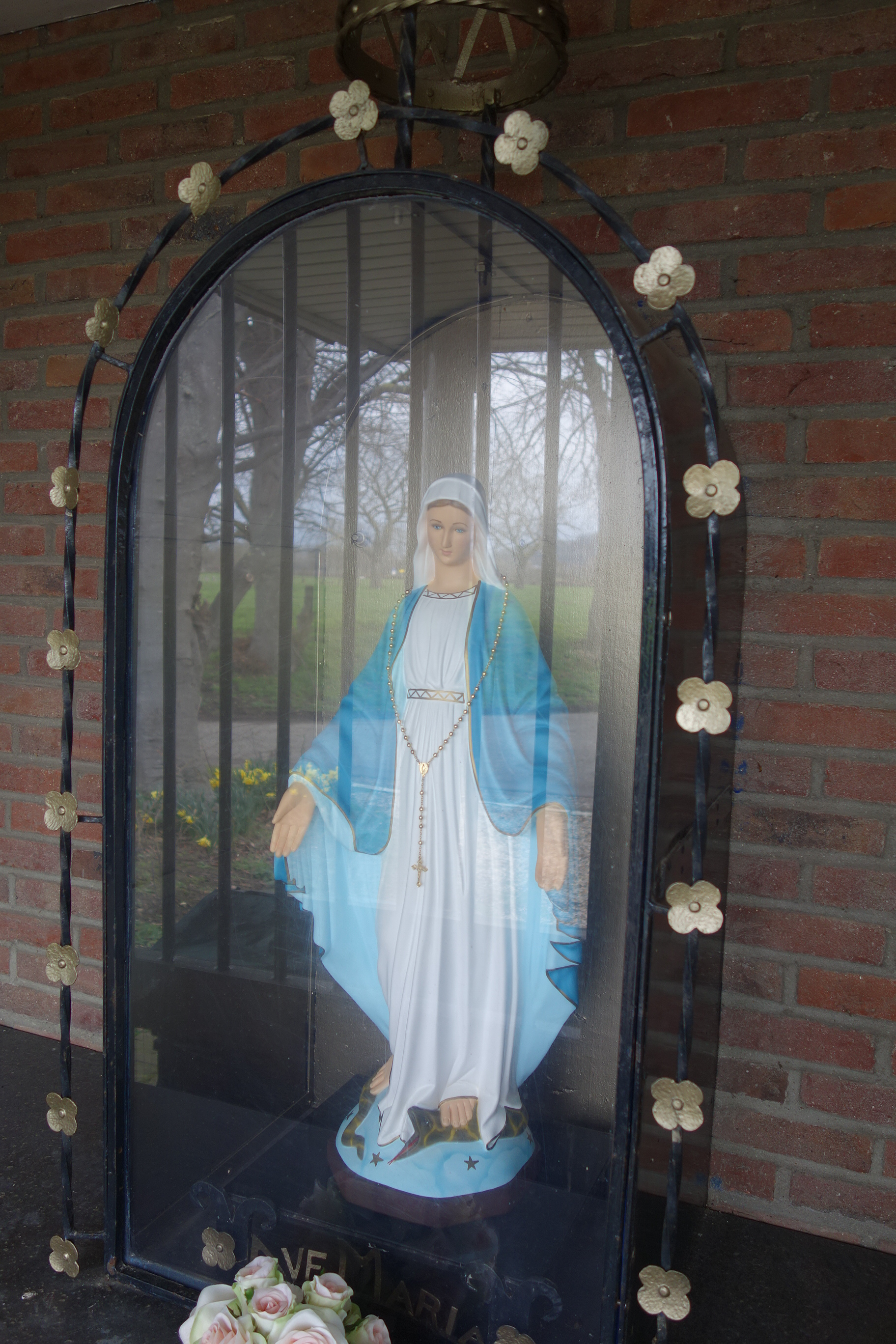
Mariabeeld in de kapel

De open bakstenen kapel staat op een verhoging die bereikbaar is via vier bakstenen traptreden. In de zijgevels zijn er drie speklagen van mergel aangebracht. De kapel is gebouwd op een rechthoekig plattegrond en wordt gedekt door een tentdak met leien met op de top een kruis. De grofweg voorste helft van de kapel is geheel open en rust op twee smalle blauwe zuilen. De grofweg achterste helft is ommuurd en wordt aan de voorzijde afgesloten met een hek.
Van binnen is de kapel uitgevoerd met een schrootjesplafond en tegen de achterwand staat een natuurstenen altaar. Op het altaar is tegen de achterwand een blauwe metalen rondboognis nis geplaatst die aan de voorzijde afgesloten wordt met plexiglas. Boven de nis is een goudkleurige metalen kroon geplaatst; rond de nis is een boog van bloemetjes aangebracht.